# Morks Magazijn
Morks Magazijn was een Nederlands maandblad dat van 1910 tot 1942 verscheen. Het magazijn publiceerde over kunst en wetenschap, onderwijs en opvoeding en land- en volkenkunde. Daarnaast werd aandacht besteed aan serieuze literatuur, werk dat "inspanning van den geest vraagt". Ook verhalen en gedichten werden besproken en het blad bevatte een rubriek die de "Boekentafel" werd genoemd met daarin aandacht voor onder andere romans en kinderboeken.
Morks Magazijn was voor een breed publiek bestemd en was de opvolger van het succesvolle Boon's Geïllustreerde Magazijn, dat in 1899 voor het eerst verscheen. De Dordtse uitgever C. Morks nam de succesvolle, uit Engeland en de Verenigde Staten overgenomen, formule van zijn voorganger N.J. Boon vrijwel in zijn geheel over.
De redactie was in Dordrecht gevestigd. Het blad was naar de uitgever, die naar de welluidende naam C. Morks Czn. luisterde, genoemd. Op de website van de Koninklijke Bibliotheek wordt als Uitgever/Directeur Carl van Son genoemd.
Toen in 1924 een nummer ter ere van het 25-jarige jubileum uitkwam, was het maandblad voor de vrouw Zij in Morks opgenomen. Anth. W. Wilten, een kunstcriticus in dienst van Morks, schreef voor dat blad een artikel over Beierse houtsnijkunst.